# Франц (готель)

На вході готелю

Готель «Франц» — готель в історичній частині міста Івано-Франківська, поруч із Кафедральним собором та міською ратушею. Готель названо на честь правителя Австро-Угорщини Франца Йосифа I Габсбурга.

## Про готель
Готель включає 10 одномісних та двохмісних номерів — на 18 місць. В кожному номері є ванна кімната, супутникове ТБ, мінібар, телефон, wi-fi.
Номери готелю поділяються на 5 категорій:
- Люкс
- Півлюкс
- Стандарт економ
- Стандарт покращений
- Делюкс

Один з номерів витримано в стилі XIX ст.